# 長岡市立川口中学校
長岡市立川口中学校（ながおかしりつかわぐちちゅうがっこう）は新潟県長岡市にある公立中学校。

## 教育方針

### 教育目標
- 自ら学び　心豊かに　たくましく生きる生徒

## 行事
校内合唱コンクール
体育祭
軍抽選会
立志式（2年生のみ）

## 交通
- JR上越線越後川口駅より徒歩35分